# تورويل (باكينجهامشير)
تورويل (بالإنجليزية: Turville)‏ هي قرية وأبرشية مدنية تقع في المملكة المتحدة في إنجلترا. يقدر عدد سكانها بـ 311 نسمة .